# Polar (satélite)
Polar fue un satélite artificial de la NASA lanzado el 24 de febrero de 1996 mediante un cohete Delta desde la base de Vandenberg. Es uno de los cuatro satélites pertenecientes al programa Global Geospace Science (GGS), formando parte a su vez del programa International Solar Terrestrial Physics (ISTP), un esfuerzo internacional para cuantificar los efectos de la radiación solar sobre la magnetosfera terrestre.
La misión de Polar fue la de medir el transporte, energización y penetración de plasma en la magnetosfera terrestre. Los objetivos eran:
- estudiar la adición de energía a la ionosfera a través de la cúspide diurna.
- determinar los mecanismos de escape del plasma ionosférico.
- estudiar las características de las regiones de aceleración de plasma auroral.
- obtener imágenes aurorales multiespectrales del rastro de la energía magnetosférica inyectada en la ionosfera y la atmósfera superior.
- determinar el papel de la ionosfera en los fenómenos producidos por las tormentas solares y el equilibrio de energía magnetosférica.
- hace mediciones de los iones que escapan de la atmósfera y su integración en el viento solar y de los electrones del viento solar que alcanzan altitudes aurorales.

Los datos obtenidos por Polar son cotejados con los obtenidos desde estaciones terrestres y por los otros satélites artificiales del programa ISTP (Wind, Geotail, SOHO y Cluster) para alcanzar una mejor comprensión de los efectos físicos de la actividad solar sobre el espacio interplanetario y el entorno terrestre.
La nave tiene forma cilíndrica de 2,8 metros de diámetro por 1,25 metros de alto, con células solares recubriendo su superficie y proporcionando hasta 333 vatios de potencia. Se estabiliza mediante giro (10 revoluciones por minuto) y del cuerpo principal emergen dos pares de mástiles con un arrollamiento metálico que forman del instrumento PWI, así como varias antenas.

## Instrumentos
- Plasma Wave Investigation (PWI): diseñado para realizar mediciones de fenómenos relacionados con ondas de plasma en zonas aurorales a altas latitudes y las regiones diurnas de cúspide magnética.
- Fast Plasma Analyzer (HYDRA): mide la variación de energía de la función de distribución en tres dimensiones de iones y electrones.
- Magnetic Fields Experiment: se trata de un magnetómetro diseñado para medir los campos magnéticos en la magnetosfera polar a alta y baja altura.
- Toroidal Imaging Mass-Angle Spectrograph (TIMAS): mide la distribución tridimensional de velocidad de las principales especies iónicas presentes en la magnetosfera.
- Electric Field Instrument (EFI): mide las tres componentes del vector del campo eléctrico y la densidad de electrones térmicos.
- Thermal Ion Dynamics Experiment (TIDE) y Plasma Source Instrument (PSI): rastrea el flujo saliente de plasma ionosférico a través de la magnetosfera.
- Ultraviolet Imager (UVI): un sensor bidimensional para longitudes de onda de ultravioleta con una campo de visión de 8 grados.
- Visible Imaging System (VIS): conjunto de tres cámaras sensibles a bajas intensidades de luz para obtener imágenes de auroras.
- Polar Ionospheric X-ray Imaging Experiment (PIXIE): mide la distribución espacial y la variación temporal de las emisiones de rayos X en el rango entre 3 y 60 keV de la atmósfera terrestre.
- Charge and Mass Magnetospheric Ion Composition Experiment (CAMMICE): determina la composición de las poblaciones de partículas energéticas de la magnetosfera terrestre para identificar la manera en que las partículas se energizan y son transportadas desde su origen a la magnetosfera.